# Palais des sports Jean-Weille
Il Palais des sports Jean-Weille è un impianto sportivo situato a Nancy.
Ospita le partite in casa della squadra di pallacanestro del Nancy.